# Список синглов № 1 в США в 2005 году (Billboard)
Список синглов № 1 в США в 2005 году — включает синглы, возглавлявшие главный хит-парад Северной Америки в 2005 году. В нём учитываются наиболее продаваемые синглы исполнителей США, как на физических носителях (лазерные диски, грампластинки, кассеты), так и в цифровом формате (mp3 и другие). Составляется редакцией старейшего музыкального журнала США Billboard и поэтому называется Billboard Hot 100 («Горячая Сотня» журнала Billboard).

## Общие сведения
В 2005 году был поставлен отрицательный рекорд по числу чарттопперов. На первом месте за год было всего только 8 синглов. Это самое низкий показатель за всю полувековую историю чарта и журнала.
- За этот год на вершине хит-парада впервые дебютировали пять исполнителей: Крис Браун, Mario, Olivia, Гвен Стефани и Кэрри Андервуд. Гвен Стефани ранее была на № 1 в чарте Billboard Hot 100 Airplay (позднее переименованного в Radio Songs), но вместе с группой No Doubt в 1996 году[4].
- Певица Мэрайя Кэри с синглом «We Belong Together» пробыла на № 1 в Billboard Hot 100 рекордные 14 недель[5][6]. Кэри стала единственным в году исполнителем с двумя хитами № 1 после того как её сингл «Don’t Forget About Us» возглавил чарт в последнюю неделю года, став её 17-м чарттопером. Это поставило её в один ряд с Элвисом Пресли, у которого также 17 хитов № 1 (рекорд за всю историю)[6]. Сингл «We Belong Together» стал лучшим по итогам всего года в списке Лучшие синглы США 2005 года по версии Billboard, а сама певица впервые получила лучшую песню года в итоговом чарте[7].
- Певец стиля R&B Mario впервые в своей карьере возглавил главный хит-парад США с синглом «Let Me Love You», который пробыл на вершине 9 недель подряд. Певица Гвен Стефани также впервые в своей карьере стала № 1 в США с синглом «Hollaback Girl». Кантри-певица Кэрри Андервуд стала ещё одним дебютантом на вершине хит-парада с синглом «Inside Your Heaven», но лишь на одну неделю. Певец Крис Браун лидировал с синглом «Run It!» пять недель подряд.
- Женщины-вокалистки в 2005 году вместе лидировали 19 недель подряд: «Hollaback Girl» (Гвен Стефани, 4 недели), «We Belong Together» (Мэрайя Кэри, 14 недель), «Inside Your Heaven» (Кэрри Андервуд, 1 неделя). Ранее большее достижение было только один раз в рок-истории в сентябре 1995 — октябре 1996 гг, когда 33 недели подряд были на первых местах 4 женщины: «Fantasy» (Мэрайя Кэри, 8 недель), «Exhale (Shoop Shoop)» (Уитни Хьюстон, 1 неделя), «One Sweet Day» (Мэрайя Кэри и Boyz II Men, 16 недель), «Because You Loved Me» (Селин Дион, 6 недель), «Always Be My Baby» (Мэрайя Кэри, 2 недели). Также 19 недель лидировали женщины позднее в 2011 году[8].

## Список синглов № 1
| Дата        | Песня                   | Исполнитель                        | Ссылка |
| ----------- | ----------------------- | ---------------------------------- | ------ |
| 1 января    | «Let Me Love You»       | Mario                              | [ 9 ]  |
| 8 января    | «Let Me Love You»       | Mario                              | [ 10 ] |
| 15 января   | «Let Me Love You»       | Mario                              | [ 11 ] |
| 22 января   | «Let Me Love You»       | Mario                              | [ 12 ] |
| 29 января   | «Let Me Love You»       | Mario                              | [ 13 ] |
| 5 февраля   | «Let Me Love You»       | Mario                              | [ 14 ] |
| 12 февраля  | «Let Me Love You»       | Mario                              | [ 15 ] |
| 19 февраля  | «Let Me Love You»       | Mario                              | [ 16 ] |
| 26 февраля  | «Let Me Love You»       | Mario                              | [ 17 ] |
| 5 марта     | «Candy Shop»            | 50 Cent при участии Olivia         | [ 18 ] |
| 12 марта    | «Candy Shop»            | 50 Cent при участии Olivia         | [ 19 ] |
| 19 марта    | «Candy Shop»            | 50 Cent при участии Olivia         | [ 20 ] |
| 26 марта    | «Candy Shop»            | 50 Cent при участии Olivia         | [ 21 ] |
| 2 апреля    | «Candy Shop»            | 50 Cent при участии Olivia         | [ 22 ] |
| 9 апреля    | «Candy Shop»            | 50 Cent при участии Olivia         | [ 23 ] |
| 16 апреля   | «Candy Shop»            | 50 Cent при участии Olivia         | [ 24 ] |
| 23 апреля   | «Candy Shop»            | 50 Cent при участии Olivia         | [ 25 ] |
| 30 апреля   | «Candy Shop»            | 50 Cent при участии Olivia         | [ 26 ] |
| 7 мая       | «Hollaback Girl»        | Гвен Стефани                       | [ 27 ] |
| 14 мая      | «Hollaback Girl»        | Гвен Стефани                       | [ 28 ] |
| 21 мая      | «Hollaback Girl»        | Гвен Стефани                       | [ 29 ] |
| 28 мая      | «Hollaback Girl»        | Гвен Стефани                       | [ 30 ] |
| 4 июня      | «We Belong Together»    | Мэрайя Кэри                        | [ 31 ] |
| 11 июня     | «We Belong Together»    | Мэрайя Кэри                        | [ 32 ] |
| 18 июня     | «We Belong Together»    | Мэрайя Кэри                        | [ 33 ] |
| 25 июня     | «We Belong Together»    | Мэрайя Кэри                        | [ 34 ] |
| 2 июля      | «Inside Your Heaven»    | Кэрри Андервуд                     | [ 35 ] |
| 9 июля      | «We Belong Together»    | Мэрайя Кэри                        | [ 36 ] |
| 16 июля     | «We Belong Together»    | Мэрайя Кэри                        | [ 37 ] |
| 23 июля     | «We Belong Together»    | Мэрайя Кэри                        | [ 38 ] |
| 30 июля     | «We Belong Together»    | Мэрайя Кэри                        | [ 39 ] |
| 6 августа   | «We Belong Together»    | Мэрайя Кэри                        | [ 40 ] |
| 13 августа  | «We Belong Together»    | Мэрайя Кэри                        | [ 41 ] |
| 20 августа  | «We Belong Together»    | Мэрайя Кэри                        | [ 42 ] |
| 27 августа  | «We Belong Together»    | Мэрайя Кэри                        | [ 43 ] |
| 3 сентября  | «We Belong Together»    | Мэрайя Кэри                        | [ 44 ] |
| 10 сентября | «We Belong Together»    | Мэрайя Кэри                        | [ 45 ] |
| 17 сентября | «Gold Digger»           | Канье Уэст при участии Джейми Фокс | [ 46 ] |
| 24 сентября | «Gold Digger»           | Канье Уэст при участии Джейми Фокс | [ 47 ] |
| 1 октября   | «Gold Digger»           | Канье Уэст при участии Джейми Фокс | [ 48 ] |
| 8 октября   | «Gold Digger»           | Канье Уэст при участии Джейми Фокс | [ 49 ] |
| 15 октября  | «Gold Digger»           | Канье Уэст при участии Джейми Фокс | [ 50 ] |
| 22 октября  | «Gold Digger»           | Канье Уэст при участии Джейми Фокс | [ 51 ] |
| 29 октября  | «Gold Digger»           | Канье Уэст при участии Джейми Фокс | [ 52 ] |
| 5 ноября    | «Gold Digger»           | Канье Уэст при участии Джейми Фокс | [ 53 ] |
| 12 ноября   | «Gold Digger»           | Канье Уэст при участии Джейми Фокс | [ 54 ] |
| 19 ноября   | «Gold Digger»           | Канье Уэст при участии Джейми Фокс | [ 55 ] |
| 26 ноября   | «Run It!»               | Крис Браун                         | [ 56 ] |
| 3 декабря   | «Run It!»               | Крис Браун                         | [ 57 ] |
| 10 декабря  | «Run It!»               | Крис Браун                         | [ 58 ] |
| 17 декабря  | «Run It!»               | Крис Браун                         | [ 59 ] |
| 24 декабря  | «Run It!»               | Крис Браун                         | [ 60 ] |
| 31 декабря  | «Don't Forget About Us» | Мэрайя Кэри                        | [ 61 ] |